# Iglesia de Santa Lucrecia
La Iglesia de Santa Lucrecia es un templo católico ubicado en el barrio Huemul, en la ciudad de Santiago, Chile. Obra del arquitecto Ricardo Larraín Bravo, fue inaugurada el 23 de noviembre de 1927. Forma parte de la Zona Típica del barrio, definida mediante el Decreto n.º 26, del 29 de enero de 2016.

## Historia
En 1906 se promulgó la ley sobre habitaciones obreras, creada bajo el gobierno de Germán Riesco, que buscaba solucionar el déficit habitacional, y en 1911 la Caja de Crédito Hipotecario comenzó la construcción del barrio Huemul, en el sector sur de Santiago, en una zona industrial ligada fuertemente al desarrollo del ferrocarril. La iglesia fue edificada en la sección de beneficencia pública, junto al asilo maternal y la Gota de Leche, como un remate visual de la calle Los Algarrobos. Su nombre fue tomado de Lucrecia Valdés, esposa del fiscal de la Caja Luis Barros Borgoño.
El terremoto de 2010 acrecentó el deterioro que tenía la iglesia, por lo que se inició un plan para recuperar el edificio, que terminó en el año 2014. Se reforzó su fachada, muros laterales y el de detrás del altar, y se reparó la lucarna que ilumina la nave central.

## Descripción
La iglesia se ubica en la calle Placer, en el remate de la calle Los Algarrobos. Cuenta con una plazoleta de acceso, organizada en torno a una pila de mármol situada al centro de una calzada de forma circular, que se accede a través de un portal ubicado en la línea de cierro. En el jardín se encuentran plantados varios naranjos, y otros árboles como olivos y granados. De estilo neobarroco, la edificación está conformada por una nave central y dos pequeñas naves laterales cerca del presbiterio, y una torre central. Su construcción es de hormigón armado, mientras que los muros son de albañilería reforzada.